# Донський сільський округ (Біржан-сала район)
Донськи́й сільський округ (каз. Донское ауылдық округі, рос. Донской сельский округ) — адміністративна одиниця у складі району Біржан-сала Акмолинської області Казахстану. Адміністративний центр — село Андикожа-батира.
Населення — 1166 осіб (2021; 1431 у 2009, 1760 у 1999, 2344 у 1989).
Станом на 1989 рік існували Донська сільська рада (село Донське) та Невська сільська рада (село Невське), з 1993 року — Донський сільський округ.

## Склад
До складу округу входять такі населені пункти:
| Населений пункт       | Колишні назви | Населення, осіб (1989) | Населення, осіб (1999) | Населення, осіб (2009) | Населення, осіб (2021) |
| --------------------- | ------------- | ---------------------- | ---------------------- | ---------------------- | ---------------------- |
| Андикожа-батира, село | Донське       | 1311                   | 1135                   | 919                    | 728                    |
| Тасшалкар, село       | Невське       | 1033                   | 625                    | 512                    | 438                    |